# Municipio de Cranberry (condado de Avery)
El municipio de Cranberry (en inglés: Cranberry Township) es un municipio ubicado en el  condado de Avery en el estado estadounidense de Carolina del Norte. En el año 2010 tenía una población de 614 habitantes.

## Geografía
El municipio de Cranberry se encuentra ubicado en las coordenadas 36°8′11.01″N 81°57′51.18″O / 36.1363917, -81.9642167.